# Skattesats
Skattesats anger andelen skatt av ett visst skatteunderlag och uttrycks i procent. Ifråga om progressiv inkomstskatt ökar skattesatsen med ökande inkomster, för meromsättningsskatt (moms) varierar skattesatsen beroende på vilka varor eller tjänster det handlar om.